# アレクサンドル・メンコフ
アレクサンドル・アレクサンドロヴィチ・メンコフ（ロシア語: Александр Александрович Меньков、ラテン文字転写：Aleksandr Aleksandrovich Menkov、1990年12月7日 - ）は、ロシアの男子陸上競技選手。シベリア連邦管区クラスノヤルスク地方ミヌシンスク出身でロシア連邦軍所属。走幅跳を専門としている。
自己ベストは、自国開催となった2013年世界陸上競技選手権大会で記録した8m56。2009年にヨーロッパジュニア選手権で金メダルを獲得し同年の世界選手権に臨むも予選を突破することはできなかった。2011年シーズンはシベリアの地域選手権で8m17を跳び、当季世界最高記録で幕開けした。2013年の世界選手権では優勝筆頭候補として当初から期待される中、8m56の自己新記録・冬季世界最高記録をマークして優勝した。
既婚者で、2013年の世界選手権には妊娠中の妻が応援に駆け付けた。

## 主な成績
種目はすべて走幅跳。2012年までは際立って目立つ選手ではなかったが、2013年に急成長した。
| 年         | 大会                     | 開催地                     | 順位         | 記録       |
| ロシア代表 | ロシア代表               | ロシア代表                 | ロシア代表   | ロシア代表 |
| ---------- | ------------------------ | -------------------------- | ------------ | ---------- |
| 2009       | ヨーロッパジュニア選手権 | セルビアノヴィ・サド       | 1位          | 7m98       |
| 2009       | 世界選手権               | ドイツベルリン             | 32位（予選） | 7m72       |
| 2011       | ヨーロッパチーム選手権   | スウェーデンストックホルム | 1位          | 8m20       |
| 2011       | ヨーロッパ23歳以下選手権 | チェコオストラヴァ         | 1位          | 8m08       |
| 2011       | 世界選手権               | 韓国大邱                   | 6位          | 8m19       |
| 2012       | 世界室内選手権           | トルコイスタンブール       | 3位          | 8m22       |
| 2012       | オリンピック             | イギリスロンドン           | 11位         | 7m78       |
| 2013       | ヨーロッパ室内選手権     | スウェーデンイェーテボリ   | 1位          | 8m31       |
| 2013       | ユニバーシアード         | ロシアカザン               | 2位          | 8m42       |
| 2013       | 世界選手権               | ロシアモスクワ             | 1位          | 8m56       |